# Марта (футболистка)
Марта Виейра да Силва (порт. Marta Vieira da Silva; род. 19 февраля 1986, Дойс-Риашус, Алагоас) — бразильская футболистка, нападающая, считается одной из лучших футболисток в мире. Выступает за клуб «Орландо Прайд» в Национальной женской футбольной лиге.
До этого долгое время выступала за шведский клуб «Умео», вместе с которым четырежды выигрывала чемпионат Швеции. Трёхкратный серебряный призёр Олимпийских игр в составе женской сборной Бразилии по футболу (Афины-2004, Пекин-2008 и Париж-2024). Одна из двух человек в истории, выступавших на 6 футбольных олимпийских турнирах (как среди женщин, так и мужчин). Обладательница Золотой бутсы на Чемпионате мира среди женщин до 19 лет в 2004 году; Золотой бутсы и Золотого мяча чемпионата мира по футболу среди женщин в 2007 году; титула «Игрок года ФИФА» среди женщин в 2006, 2007, 2008, 2009, 2010 годах.

## Клубная карьера

### Начало карьеры
Талант к футболу в 14-летней девочке Марте обнаружила тренер Хелена Пачеко. После игры в молодёжной команде CSA, начала свою профессиональную карьеру в клубе «Васко да Гама» в 2000 году. Через два года её перевели в «Санта-Круз», небольшой клуб в штате Минас-Жерайс, где она играла ещё два сезона, прежде чем перешла в шведский клуб «Умео».

### «Умео»
Марта присоединилась к «Умео» в сезоне 2004 года, во время которого команда дошла до финала Кубка УЕФА, выиграв у «Франкфурта» с общим счётом 8:0, в том противостоянии отметилась тремя голами. В лиге «Умео» финишировал вторым, уступив одно очко «Юргордену». Марта забила 22 гола в лиге, а также попала в протокол в финале кубка против «Юргордена», забив единственный гол в проигрыше «Умео» 2:1.
Её второй сезон (2005) закончился тем, что Марта забила 21 гол, а «Умео» выиграл чемпионат, оставшись непобеждённым. И снова «Умео» проиграл «Юргордену» в кубке, уступив в финале со счётом 3:1, таким образом стокгольмский клуб отомстил за поражение в лиге 7:0 примерно тремя неделями ранее.
В 2006 году «Умео» снова выиграл чемпионат, ни разу не проиграв, а Марта, как и в прошлом году, стала лучшим бомбардиром лиги с 21 голом. «Умео» одержал общую победу со счётом 11:1 над норвежской «Колботн» в женском Кубке УЕФА, причём Марта забила дважды в обоих матчах. В третий раз подряд она проиграла в финале Кубка Швеции, когда её команда потерпела поражение от «Линчёпинг» со счётом 3:2.

### «Лос-Анджелес Сол»
В день, когда она была названа игроком года по версии ФИФА в январе 2009 года, Марта объявила, что присоединится к женской профессиональной футбольной команде «Лос-Анджелес Сол» в первом сезоне новой лиги США по трёхлетнему контракту. О своём подписании она сказала так: «Для меня самое главное — быть в месте, где играют лучшие игроки мира, и это то, что они пытаются здесь делать. Американская лига считается одной из лучших в мире, поэтому я должна быть тут сейчас.»
Была лучшим бомбардиром лиги в сезоне 2009 года с десятью голами и тремя передачами. Сол были чемпионами регулярного сезона и дошли до финала чемпионата WPS, где проиграли «Скай Блю» со счётом 1:0.

### «Сантос»
1 августа 2009 года была отдана в трёхмесячную аренду бразильскому «Сантосу», чтобы помочь команде в Кубке Либертадорес и Кубке Бразилии.

### «Голд Прайд»
В феврале 2010 года, после распада «Лос-Анджелес Сол», была выбрана на драфте другим клубом WPS «Голд Прайд» под третьим номером. В декабре 2010 года сыграла несколько игр за «Сантос».

### «Вестерн Нью-Йорк Флэш»
25 января 2011 года Марта присоединилась к своей третьей команде WPS за три года, новичку «Вестерн Нью-Йорк Флэш», которая взяла на себя третий год её контракта у «Голд Прайд».

### «Орландо Прайд»
После того, как «Росенгард» проиграл «Барселоне» в четвертьфинале женской Лиги чемпионов УЕФА, Марта присоединилась к «Орландо Прайд», получив бесплатный трансфер от «Росенгарда», который согласился расторгнуть её контракт. Её новый контракт с «Орландо» рассчитан на два года с опционом на третий. В свой первый сезон в «Орландо» она заняла второе место в лиге по голам и передачам. «Прайд» закончил регулярный сезон на третьем месте, впервые выйдя в плей-офф, где проиграл в полуфинале «Портленд Торнс».

## Карьера в сборной

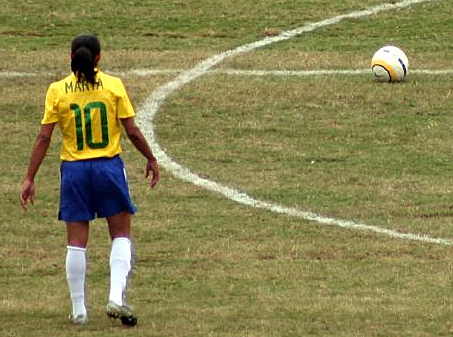
Марта

26 июля 2007 года Марта и женская сборная Бразилии обыграли национальную сборную США до 20 лет и выиграли Панамериканские игры на стадионе «Маракана» перед 68 тыс. зрителей. Бразильские фанаты сравнили её с великим бразильцем — Пеле, её называли «Пеле в юбке». Сам Пеле согласился с этим сравнением. Марта заявила, что он позвонил ей, чтобы поздравить с победой, и что она была очень рада услышать, что один из величайших игроков в истории следил за играми её команды. Впоследствии оттиск её стопы был отпечатан на цементе на стадионе, что сделало её первой женщиной, удостоенной такой чести.
Марта участвовала в чемпионате мира по футболу среди женщин 2007 года в составе сборной Бразилии, которая прошла через групповой этап, выиграв все три игры, при этом Марта забила четыре гола. В четвертьфинале Бразилия выиграла 3:2 у Австралии, где Марта забила с пенальти. В полуфинале Марта забила дважды, а Бразилия одержала победу со счётом 4:0. В финале Бразилия проиграла Германии со счётом 2:0. На чемпионате мира среди женщин 2007 года Марта стала обладательницей «Золотого мяча» как лучший игрок и «Золотой бутсы» как лучший бомбардир соревнования с семью голами.
Марта также играла на летних Олимпийских играх 2008 года, заработав серебряную медаль. После личного противостояния в финале с голкипером США Хоуп Соло, поражение со счётом 1:0 принесло Марте третью подряд медаль за второе место на крупных международных турнирах.
Марта была частью сборной Бразилии на чемпионате мира по футболу среди женщин 2011 года, где Бразилия была выбита в четвертьфинале сборной США. Она забила четыре гола и отдала две голевые передачи в турнире, став вместе с Биргит Принц лучшим бомбардиром в истории чемпионатов мира среди женщин с 14-ю мячами. Это также принесло ей «Серебряную бутсу» как второй лучший бомбардир турнира. С первого же касания на турнире против Австралии Марта подверглась насмешкам со стороны некоторых фанатов.
Во время своего четвёртого чемпионата мира в 2015 году Марта стала лучшим бомбардиром мировых первенств, отличившись в свой 15-й раз, забив второй гол Бразилии в стартовом матче против Южной Кореи. Бразилия проиграла Австралии в 1/8 финала.
Во время женского чемпионата мира по футболу 2019 года она стала первым игроком, мужчиной или женщиной, кто забил на пяти турнирах чемпионата мира по футболу, когда она реализовала пенальти в ворота Австралии во второй игре Бразилии в группе. В следующем матче она забила ещё один пенальти, на этот раз в ворота Италии, и стала лучшим бомбардиром чемпионата мира по футболу, забив в общей сложности 17 голов. После того, как Бразилия была выбита Францией, Марта дала эмоциональное интервью перед телекамерами, в котором просила бразильских девушек продолжить наследие уходящих легенд, таких как она, Формига и Кристиана. Она просила их «больше ценить женский футбол» и «плакать в начале, чтобы улыбнуться в конце». Интервью стало вирусным во время турнира, а видео получили десятки тысяч ретвитов в Twitter. В тот период Марта вошла в десятку самых популярных футболистов глобального рейтинга Википедии.
В 2021 году Марта приняла участие в летних Олимпийских играх в Токио. В первом матче турнира против сборной Китая она сделала дубль, став первой футболисткой, кому удалось забить гол на пяти Олимпийских играх .

## Личная жизнь
У Марты трое братьев и сестер: Хосе, Валдир и Анджела. Её родители — Алдарио и Тереза. Её отец ушёл из семьи, когда Марта была младенцем.
Марта свободно говорит на португальском, шведском и английском языках. Она — католичка, и заявляет, что бог очень важен для неё, хотя она не часто ходит в церковь.
11 октября 2010 года Марта была назначена послом доброй воли ООН.
В 2016 году она была внесена в список 100 женщин BBC.
5 августа 2016 года была одной из восьми людей, выносивших олимпийский флаг во время церемония открытия летних Олимпийских игр в Рио-де-Жанейро.
С 14 марта 2017 года Марта стала гражданином Швеции, но заявила, что сохранит своё бразильское гражданство.
По состоянию на август 2019 года Марта находилась в отношениях со своей одноклубницей по «Орландо Прайд» Тони Прессли. Они объявили о помоловке, но потом расстались в 2022 г. Потом начала встречаться так же с одноклубницей по «Орландо Прайд» Carrie Lawrence.
23 ноября 2020 года у Марты обнаружили коронавирусную инфекцию, вызванную вирусом SARS-CoV-2.

## Награды
- Королевская медаль Его Величества за заслуги перед шведским спортом (28 января 2025 года, Швеция)[19]